# Næsbjerg Sogn

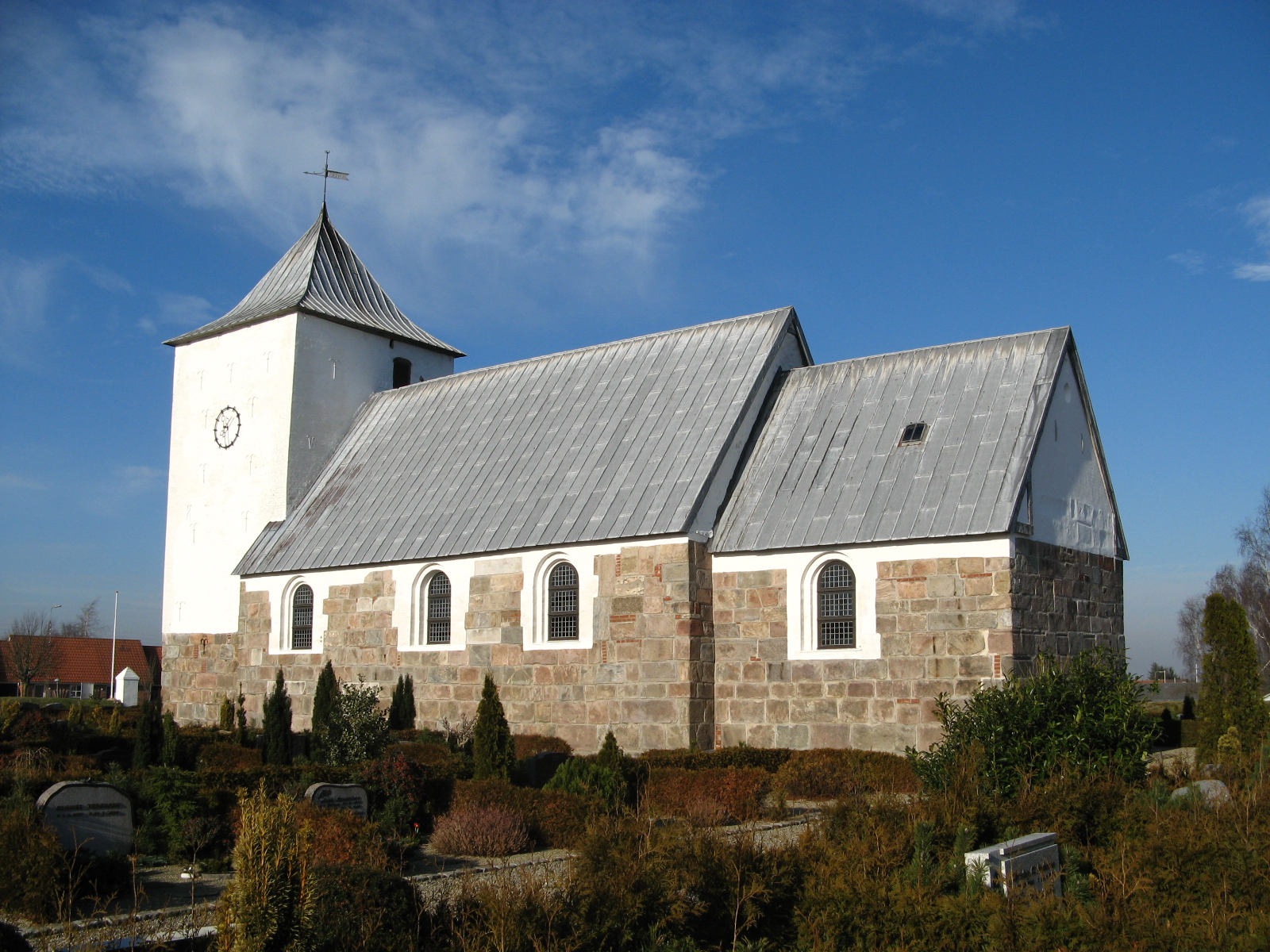
Næsbjerg Kirke

Næsbjerg Sogn ist eine Kirchspielsgemeinde (dän.: Sogn) im südlichen Dänemark. Bis 1970 gehörte sie zur Harde Skast Herred im damaligen Ribe Amt, danach zur Helle Kommune im erweiterten Ribe Amt, die im Zuge der  Kommunalreform zum 1. Januar 2007 in der „neuen“  Varde Kommune in der Region Syddanmark aufgegangen ist.
Im Kirchspiel leben 1148 Einwohner, davon 771 im Kirchdorf (Stand:1. Januar 2023). Im Kirchspiel liegt die Kirche „Næsbjerg Kirke“.
Nachbargemeinden sind im Norden Thorstrup Sogn, im Nordosten Hodde Sogn, im Südosten Årre Sogn, im Süden Grimstrup Sogn und im Westen Varde Sogn.